# Kanestraum
63°3′10.152″N 8°7′27.185″Ø / 63.05282000°N 8.12421806°Ø
Kanestraum er en bygd og et færgested ved Halsafjorden i Tingvoll kommune i Møre og Romsdal fylke i Norge.
Fra Kanestraum går der færge over til Halsanaustan i Halsa kommune. Færgeforbindelsen er en del af europavej 39.